# Jogalakasti, Mulbagal
Jogalakasti là một làng thuộc tehsil Mulbagal, huyện Kolar, bang Karnataka, Ấn Độ.